# بوليستينا
هي مدينة تقع في مقاطعة ريدجو كالابريا في إيطاليا .

## توأمة
لبوليستينا اتفاقيات توأمة مع:
- أنزولا ديل إميليا